# جاك ويلسون (لاعب كرة قاعدة)
جاك ويلسون (بالإنجليزية: Jack Wilson) هو لاعب كرة قاعدة أمريكي، ولد في 12 أبريل 1912 في بورتلاند في الولايات المتحدة، وتوفي في 19 أبريل 1995 في إدموندز في الولايات المتحدة.

## وصلات خارجية
- جاك ويلسون على موقع دوري كرة القاعدة الرئيسي (الإنجليزية)
- جاك ويلسون على موقعبيزبول رفرنس.كوم (الدوري الرئيسي) (الإنجليزية)
- جاك ويلسون على موقعبيزبول رفرنس.كوم (الدوري الثانوي) (الإنجليزية)
- جاك ويلسون على موقع إي إس بي إن.كوم (أم.أل.بي) (الإنجليزية)